# Wydział Biologii Środowiskowej Uniwersytetu Przyrodniczego w Lublinie
Wydział Biologii Środowiskowej Uniwersytetu Przyrodniczego w Lublinie – jeden z siedmiu wydziałów Uniwersytetu Przyrodniczego w Lublinie.

## Historia
Wydział powstał 1 września 2019 roku na mocy uchwały Senatu Uniwersytetu Przyrodniczego w Lublinie z dnia 29 marca 2019 roku (Uchwała nr 49/2018-2019), która podzieliła istniejący ówcześnie Wydział Biologii, Nauk o Zwierzętach i Biogospodarki na dwie osobne jednostki.

## Kierunki studiów
Dostępne kierunki:
- Biobezpieczeństwo i zarządzanie kryzysowe (studia I stopnia)
- Biokosmetologia (studia I i II stopnia)
- Biologia (studia I stopnia)
- Ochrona środowiska (studia I i II stopnia)
- Diagnostyka ekoprzestępczości (studia I stopnia)
- Survival i animacja przyrodnicza (studia I stopnia)

## Władze wydziału
W kadencji 2020–2024:
| Stanowisko | Imię i nazwisko              |
| ---------- | ---------------------------- |
| Dziekan    | prof. dr hab. Tomasz Mieczan |
| Prodziekan | prof. dr hab. Bożena Denisow |

## Struktura organizacyjna
| Katedra                                                        | Kierownik                         |
| -------------------------------------------------------------- | --------------------------------- |
| Katedra Biofizyki                                              | prof. dr hab. Bożena Gładyszewska |
| Katedra Botaniki i Fizjologii Roślin                           | prof. dr hab. Bożena Denisow      |
| Katedra Ekofizjologii Bezkręgowców i Biologii Eksperymentalnej | prof. dr hab. Aneta Strachecka    |
| Katedra Hydrobiologii i Ochrony Ekosystemów                    | prof. dr hab. Tomasz Mieczan      |
| Katedra Zoologii i Ekologii Zwierząt                           | dr hab. Danuta Kowalczyk-Pecka    |